# Jan z Tęczyna
Jan z Tęczyna herbu Topór (ur. między 1408–1410, zm. 6 lipca 1470) – polski szlachcic, kasztelan krakowski w latach 1459–1470, wojewoda krakowski w latach 1438–1459, wojewoda sandomierski w latach 1437–1438, kasztelan wojnicki w latach 1435–1437, opiekadlnik ziemi krakowskiej w latach 1434–1436, starosta lubelski w latach 1434–1438, kasztelan biecki w latach 1433–1435.
Był przez ćwierć wieku najpotężniejszym (oprócz Oleśnickiego) możnowładcą w Polsce.
Jego rodzicami byli: Andrzej Tęczyński (zm. 1411) – kasztelan wojnicki i Anna z Goraja córka Dymitra z Goraja – podskarbiego i marszałka koronnego.
Jego brat Andrzej (ur. ok. 1412) dał początek linii Rabsztyńskich. Wnuk Jana z Tęczyna Andrzej Tęczyński był również wojewodą krakowskim.
W 1438 roku, wspólnie z wojewodą Sędziwojem z Ostroroga, dowodził wyprawą wojenną, która bez powodzenia próbowała zainstalować na czeskim tronie królewicza Kazimierza.
Był uczestnikiem konfederacji Zbigniewa Oleśnickiego w 1438 roku. Był gwarantem pokoju toruńskiego 1466 roku.
Ożenił się z Barbarą córką marszałka koronnego Zbigniewa z Brzezia i Lanckorony h. Zadora i miał siedmiu synów. Jego synem był m.in.: Andrzej Tęczyński (zm. 1503) – kasztelan małogoski, sadecki, wojnicki; Zbigniew Tęczyński (zm. 1498) – starosta malborski i lwowski; Stanisław Tęczyński (zm. 1487/1497) – podkomorzy chełmski (1468) i wojewoda bełski; ks. Sędziwój Tęczyński (zm. 1479) – sekretarz królewski i rektor Akademii Krakowskiej; Mikołaj Tęczyński – wojewoda ruski i bełski, Gabriel Tęczyński (zm. 1497). Miał też trzy córki Barbarę, Jadwigę, Beatę.